# Karel Aguilar
Karel Aguilar, född den 5 april 1980 i Camagüey, Kuba, är en kubansk kanotist.
Han tog bland annat VM-brons i C-2 200 meter i samband med sprintvärldsmästerskapen i kanotsport 2005 i Zagreb.